# Philonotis subsphaericarpa
Philonotis subsphaericarpa är en bladmossart som beskrevs av Brotherus in Urban 1903. Philonotis subsphaericarpa ingår i släktet källmossor, och familjen Bartramiaceae. Inga underarter finns listade i Catalogue of Life.